# Коронавірусна хвороба 2019 у Словаччині
Коронавірусна хвороба 2019 у Словаччині — перебіг подій в Словаччині рамках світової пандемії коронавірусної хвороби.

## Перебіг подій

### 2020
6 березня було виявлено першого інфікованого коронавірусною хворобою — Братиславський край.
12 березня в країні було введено карантин.
13 березня діагностовано 32 інфікованих.
14 березня — 44 діагностованих інфікованих.

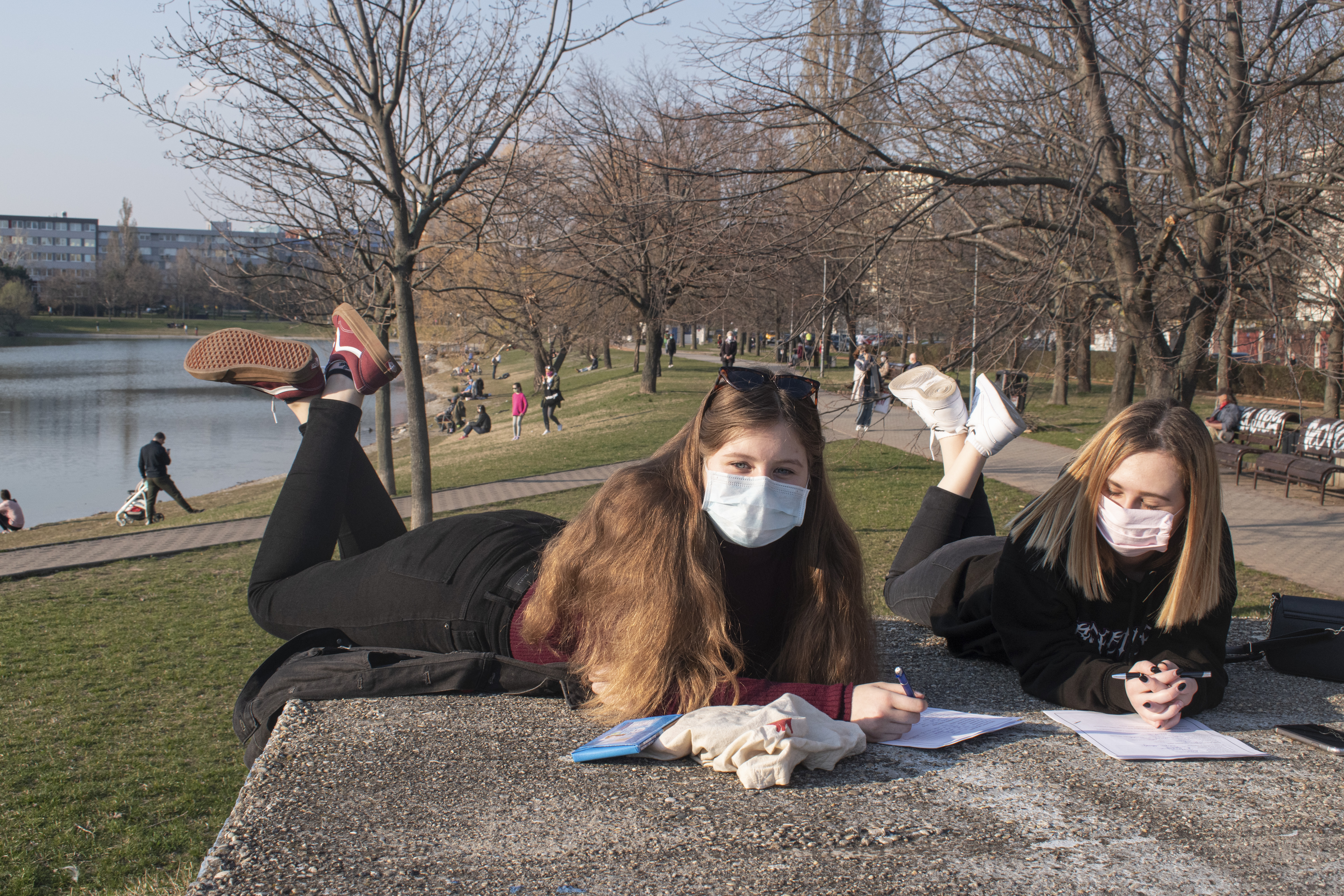
Словаччина запровадила обов'язкове носіння масок у середині березня

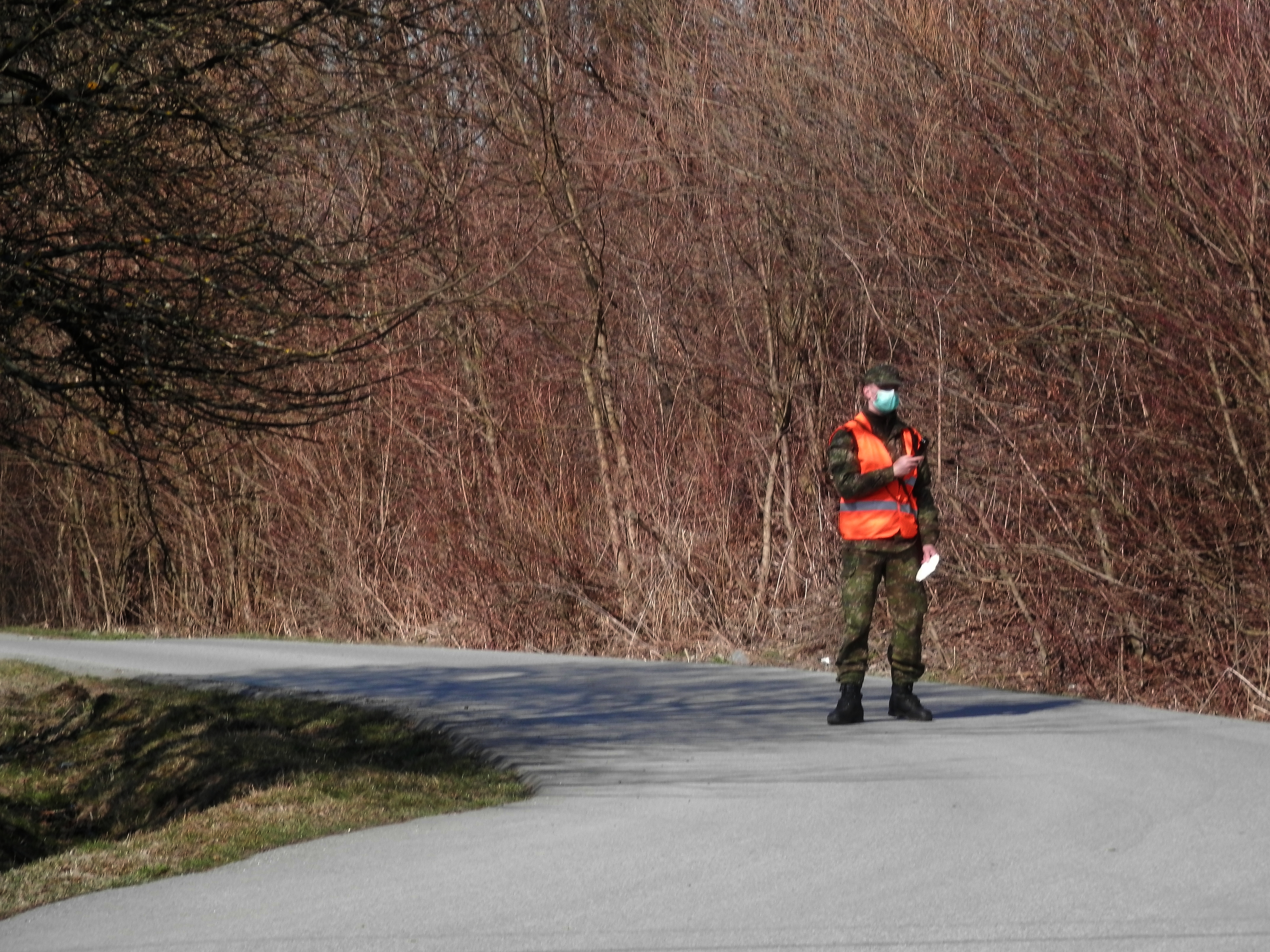
Військовий контроль близ села Руська Нова Вес

Розповсюдження вірусу

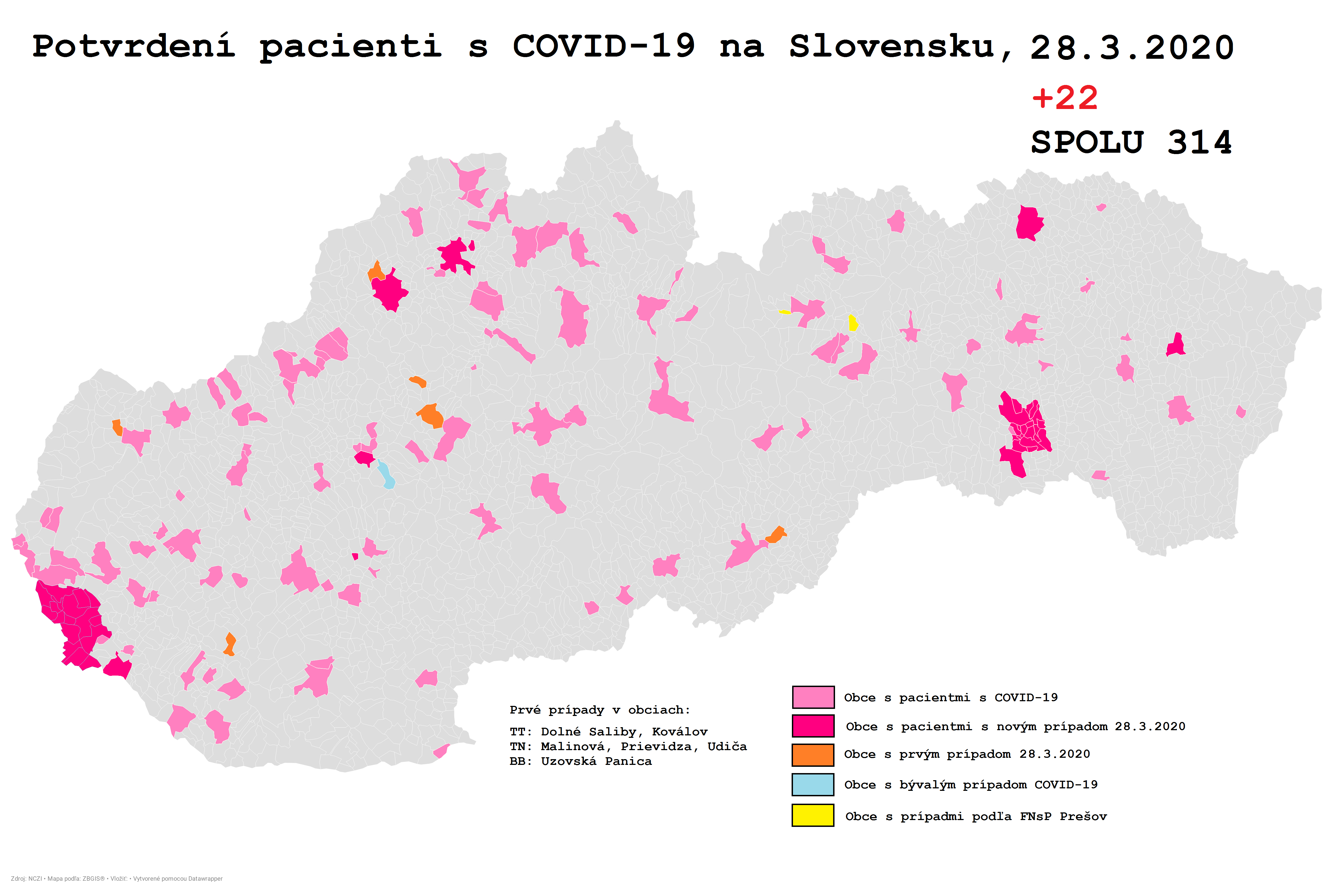
Станом на 28 березня 2020

15 березня кількість діагностованих інфікованих збільшилася до 54 осіб. Того ж дня в новинах державного каналу було підтверджено 61 ідентифікованого потенційного хворого на коронавірус.
16 березня кількість хворих збільшилася до 72 осіб.
18 березня кількість хворих зросла до 105. Того ж дня настала перша смерть інфікованої коронавірусом 84-річної пенсіонерки.
19 березня кількість діагностованих збільшилася до 123-х. Першого хворого пацієнта виявлено в окрузі Левоча.
14 березня прем'єр-міністр Петер Пеллегріні заявив, що Словаччина планувала купити в Україні 2 млн медичних масок за готівку — але їх перехопив німецький покупець. За його словами, йшлося про купівлю зазначеної кількості за 1,2 млн євро й продавець пропонував оплату лише готівкою.
21 березня кількість діагностованих зросла до 178 осіб.
22 березня це число зросло до 185.
На вечір 24 березня кількість діагностованих склала 204 людини. Від цього дня у часі надзвичайного стану діють такі правила:
- виходити з домівки тільки в масці
- відстань в можливій черзі — 2 метри.

Продуктові магазини в неділю мають бути закриті для дезінфекції.
25 березня кількість виявлених хворих зросла до 216 осіб.
26 березня внаслідок збільшення здійснених тестувань кількість виявлених хворих зросла до 269.
Станом на передобідню пору 29 березня діагностовано 314 захворювань.
На 2 квітня — 426 випадків. 3 квітня це число сягло 450-ти, 4 квітня — 471.
6 квітня кількість виявлених випадків зросла до 534. Влада на час відзначення Пасхальних свят увела обмеження — від 8 до 13 квітня пересування можливе лише в межах окресів. Для контролювання залучено 1500 вояків.
6 травня було скасовано більшість карантинних обмежень — запрацювали магазини, музеї. Щоправда, школи, театри та кінотеатри поки що зачинені, як й авіасполучення.
9 травня в країні вперше не зафіксували інфікування та смерті від коронавірусу.
10 червня Словаччина відкрила кордон із такими 16 країнами: Німеччина, Ліхтенштейн, Швейцарія, Словенія, Хорватія, Болгарія, Греція, Кіпр, Мальта, Естонія, Литва, Латвія, Фінляндія, Норвегія, Данія та Ісландія. Перед цим було відкрито кордон із сусідніми Чехією, Австрією та Угорщиною.
12 серпня країна заявила про початок другої хвилі пандемії, свого піку вона мала досягти у вересні.
Станом на 31 серпня очні заняття в школах не відміняли. Учні мають два тижні бути присутніми на заняттях в масках.
З 1 вересня Словаччина змінила правила в'їзду для іноземців, запровадивши обов'язкову онлайн-реєстрацію.
1 жовтня в Словаччині було повторно введено надзвичайний стан терміном на 45 днів.
9 жовтня в країні почався новий спалах вірусу, протягом доби зареєстровано 1184 хворих, що є найбільшим показником з початку епідемії. Медпрацівникам було виділено у допомогу військових.
29 жовтня в Словаччині було дозволено пересуватися лише маючи негативний тест на COVID-19.

#### Друга хвиля
22 жовтня 2020-го було оголошен, що з 26 жовтня до 15 листопада в країні обмежується пересування з проведенням 2 тестувань — в інтервалі 2 тижні — усього населення. Вільне пересування можливе за наявності негативного тесту. Школи проводитимуть дистанційне навчання щонайменш до 27 листопада.
31 жовтня пройшло перше масове тестування на коронавірус. 3,6 мільйона осіб з 5,5 мільйона населення пройшли тести на антигени в минулі вихідні в рамках загальнонаціональної кампанії тестування. В ході тестування виявлено 38000 носіїв, що становить близько 1 % від протестованих.
7 листопада в Словаччині пройшло друге масове тестування на коронавірус населення. 18 листопада тисячі людей в Братиславі вийшли на акції протесту проти карантину. 26 листопада в країні відклали повторне масове тестування населення через виявлені в тестах недоліки.
26 грудня Словаччина стала третьою країною в ЄС де розпочалася масова кампанія із вакцинування населення від COVID-19 вакциною виробництва компаній Pfizer та BionTech.
28 грудня МОЗ Словаччини дозволило президенту, прем'єр-міністру, міністрам, депутатам парламенту, голові Конституційного суду і генеральному прокурору країни продовжувати роботу в офісах навіть якщо вони отримали позитивний тест на COVID-19 або контактували з хворим. Офіційним особам дозволено приходити до офісу, якщо цього вимагають державні інтереси або необхідно оперативно прийняти важливе рішення.

### 2021
1 лютого в Словаччині почався розгляд посилення карантину, зокрема, отримання дозволів на вихід із дому за SMS.
1 березня Словаччина отримала першу партію російської вакцини Спутник V, ще до реєстрації препарату в ЄС, ставши другою країною Євросоюзу, що закупила російську вакцину. 3 березня в Словаччині було запроваджено комендантську годину щонайменше до 19 березня.
22 березня прем'єр Словаччини Ігор Матович погодився піти у відставку через закупку російської вакцини Спутник V. У квітні Словаччина оголосила, що партія вакцини Спутник V, отримана від Росії, є іншим препаратом, а не тим, який було схвалено журналом The Lancet.